# Blue World (Album)
Blue World ist ein Jazz-Album von John Coltrane, das am 24. Juni 1964 im Studio von Rudy Van Gelder in Englewood Cliffs, New Jersey aufgenommen wurde. Coltrane spielte dabei mit seinem regulären Quartett Varianten zuvor aufgenommener Titel seines Bandrepertoires, die der kanadische Filmemacher Gilles Groulx für den Soundtrack seines ersten Langfilms Le chat dans le sac verwendete. Nachdem die Bänder der Studiosession 2018 wiederentdeckt worden waren, veröffentlichte Impulse! Records zunächst am 16. August 2019 das Titelstück des Albums als Single bzw. Videoclip; als Einzel-CD bzw. LP erschienen die Aufnahmen bei Impulse! Records am 27. September 2019.

## Hintergrund
Das Album Blue World enthält Aufnahmen des klassischen John Coltrane Quartetts, mit McCoy Tyner am Klavier, Jimmy Garrison am Bass und Elvin Jones am Schlagzeug. Die Aufnahmen entstanden einige Wochen, nachdem das Quartett noch zwei Titel für das Impulse!-Album Crescent eingespielt hatte, als Soundtrack zu einem kanadischen Kunstfilm. Da das Datum in den Sitzungsprotokollen nicht vermerkt war, war diese Musik für Kenner Coltranes, Archivare und Musikhistoriker „ein blinder Fleck“, so der Musikkritiker Nate Chinen.
Coltranes Musik wurde in dem Film Le chat dans le sac (dt. Die Katze in der Tasche) – „eine kühl stilisierte, politisch aufgeladene Dokumentation“ von Gilles Groulx (1931–1994) vorgestellt, die als Markstein des frankokanadischen Films gilt. Barbara Ulrich, die die Rolle der Barbara in dem Film spielte, erinnerte sich, wie es zu der Verbindung mit Coltrane kam: „Jazz war Gilles heilig und er hatte jedes Coltrane-Album, das jemals herauskam. Coltrane war für ihn ein absoluter Meister.“
Durch eine gegenseitige Bekanntschaft war Groulx mit Jimmy Garrison befreundet, was wahrscheinlich der Zugang war, den er brauchte, um sich Coltrane zu nähern. Zu dieser Zeit arbeitete Groulx für das staatlich geförderte National Film Board und verfeinerte seine Fähigkeiten als Dokumentarfilmer. Er war auch in den Bann der französischen Nouvelle Vague geraten – insbesondere des Werks von Jean-Luc Godard, dessen visuell kühle, direkt geschnittene Bearbeitungen und Verité-Dialoge einen deutlichen Einfluss auf Le chat dans le sac haben. Nate Chinen weist darauf hin, dass es damals Präzedenzfälle für Modern-Jazz-Partituren in frankophonen Filmen gab, insbesondere Miles Davis’ berühmte Arbeit Ascenseur pour l’échafaud für Louis Malles Fahrstuhl zum Schafott (1959) und Thelonious Monks etwas weniger bekanntes Werk für Roger Vadims Gefährliche Liebschaften (veröffentlicht als Les Liaisons Dangereuses 1960). Als Groulx sich mit einer Liste möglicher Stücke und Themen an Coltrane wandte, hatte er dieses Ideal sicherlich irgendwo im Sinn, so Chinen.
Groulx’ Film befasst sich auch direkt mit dem Thema der Entrechtung der frankophonen Bevölkerung von Québec und zeigt eine Parallele zu den antikolonialen Bewegungen dieser Zeit. In dem Film tritt der Protagonist Claude für eine radikale Politik ein, die Groulx positiv darstellt. Gilles Groulx hatte eine Liste der Musik vorbereitet, die er für seinen Film haben wollte, und übergab sie Coltrane. Dieser meinte:
„Okay, ich kann das – ich kann das nicht, es ist nicht meins. OK, ich verstehe, ich weiß was du willst.“
Dann begann Coltranes Band zu jammen und man nahm über mehrere Stunden Material für das Filmprojekt auf. Schließlich übergab Rudy Van Gelder die Mitschnitte an Gilles Groulx. Tatsächlich fanden dann rund zehn Minuten des Materials Verwendung in dem Film, und keines der Stücke erschien auf den regulären Coltrane-Alben der Zeit. Nach der Fertigstellung des Films landeten die Bänder im Archiv des National Film Board of Canada; erst Anfang 2018 gelangten sie zu Impulse! Records, um sie 55 Jahre nach den Aufnahmen zu veröffentlichen.

## Exkurs:Le chat dans le sacund sein Soundtrack
Der erste Langfilm des kanadischen Filmemachers Gilles Groulx bestand aus einer Folge der Zusammenstellung von nicht-professionellen, improvisierten Dialogen und Szenen, die die Spontaneität und Echtheit der Produktion unterstreichen sollten. Auf dem Festival des films canadiens erhielt der Film 1964 den Grand prix.
Eric Fillon schrieb zur Verwendung der Musik Coltranes in dem Film: „In seiner Verwendung von Jazz reibt sich Chat dans le sac gegen die verschiedenen Themen im Zusammenhang mit dem Austausch zwischen Ton und Bild. Die Entwicklung des letzteren verläuft nicht ohne Probleme. Unabhängig davon, ob Musik für ihre ästhetischen Qualitäten, ihre dramatischen Funktionen oder die Assoziationen, die sie ermöglicht, verwendet wird, kämpft sie zwischen dem Bedürfnis nach Gehör und der Verpflichtung, hinter dem Bild zu verschwinden.“

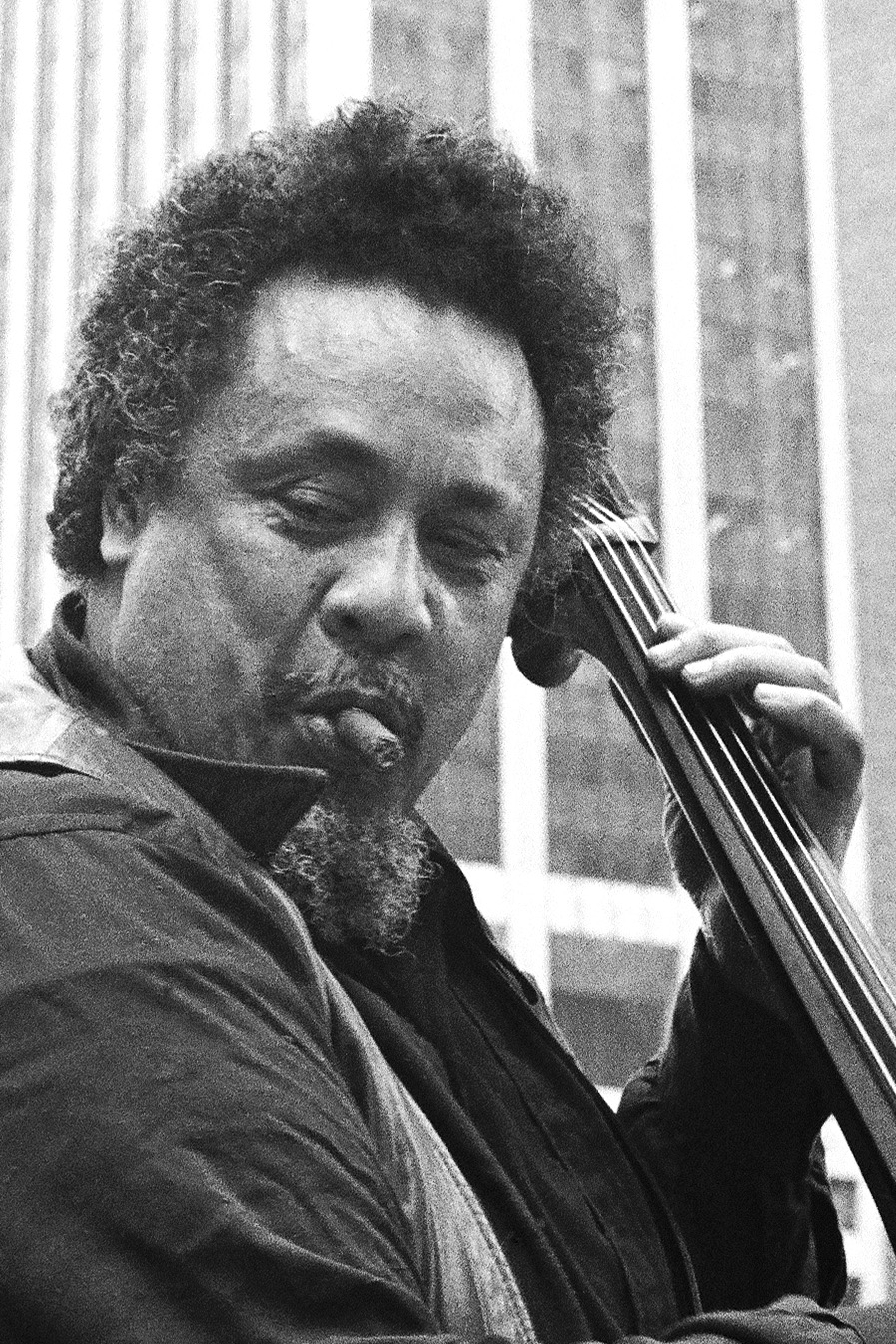
Charles Mingus 1976

Doch „das Jazz-Abenteuer des Films Chat dans le sac“ unterscheide sich erheblich von den beiden vorangegangenen Filmmusiken von Miles Davis (für Louis Malle 1959) und Charles Mingus (für Shadows von John Cassavetes, 1959), so Eric Fillon. Die Musik des Films war das Ergebnis einer Originalaufnahme von Stücken, die bereits in Coltranes Repertoire enthalten waren. Im Gegensatz zu Miles Davis und Charles Mingus wählt der Saxophonist Stücke aus und spielte sie mit seinen Musikern ein, ohne den Film gesehen zu haben. Fillon notierte:
„Es handelt sich also nicht um einen Dialog zwischen Filmemacher und Komponist, sondern um einen Austausch, der Groulx die Möglichkeit lässt, sich das Material anzueignen. Eine Viertelstunde Jazzmusik ist auf der letzten Kopie des Films zu finden (die Stücke sind segmentiert und in sieben Blöcke unterteilt). Die Aufnahme von Coltrane dient als Musik aus dem Graben. Letzterer rückt häufig aus dem Hintergrund, da er ein wesentlicher Bestandteil des Dialogs ist, den Groulx mit seinen Figuren und sich selbst führt.“
Daher zeichne sich dieser erste Langfilm von Groulx durch seine musikalischen Qualitäten aus, schrieb Fillon weiter. Von Anfang an werde der Ton angegeben, wie die Bilder dem Rhythmus der Musik von Coltrane folgen. Michèle Garneau schreibt in ihrer Diplomarbeit: „Das musikalische Element begleitet nicht das visuelle Bild, sondern es ist das visuelle Bild, das sich daraus entwickelt, sein Tempo.“ Dieser „Beat“, den Groulx sucht, wird geschaffen, während der Film [beim Schnitt] Gestalt annimmt. Le chat dans le sac beginnt mit einem Spaziergang, im Soundtrack hört man „Naima“. „Diese erste musikalische Sequenz dauert mehr als vier Minuten und ermöglicht es Groulx, seine Protagonisten vorzustellen. Es endet ein paar Sekunden vor der ersten Szene, in der wir Claude und Barbara zusammen finden - dies ist der Moment einer ersten Konfrontation.“ Die Musik sei nicht immer in bestimmten Einstellungen oder Sequenzen enthalten. „Sie begleitet die Protagonisten in ihrer Intimität im Bett oder setzt sich in ihren Fluchtmomenten in der Stadt fort - dann spüre man, wie das Saxophon Coltranes ein Echo auf die Trompete von Miles Davis darstelle“, so der Autor. „Der urbane Raum ist ein Symbol der Moderne, geht aber auch mit Entfremdung und Einsamkeit einher. Hier ist die Vereinigung der Körper keine Garantie für die Nähe.“  Eine Symbiose der Musik Coltranes mit Groulx’ Film sei nicht möglich, da dies auch nicht erwünscht sei, meint Fillon. Coltranes Jazz taucht ein letztes Mal kurz vor der 50. Minute des Films auf; „Claude und Barbara verabschieden sich ewig im Klang einer immer weniger eindringlichen Musik. Jazz [...] kann Claude nicht bei seinem Exodus aufs Land begleiten. Die Musik des berühmten Saxophonisten weicht der Barockmusik. Es ist ein Cembalo, das den Hauptdarsteller bis zum Abspann trägt.“
Dieser Film, so Eric Fillons Resümee, sei das Zeugnis eines Intellektuellen, der darauf bedacht ist, den Fuß, den Film und die Welt um ihn herum zu bewegen. Der Jazz nehme in Le chat dans le sac den Platz ein, den Groulx ihm gewährt. „Diese Musik bietet dem Regisseur die Möglichkeit, seiner Handlung Form und Rhythmus zu verleihen. Es ist eine Art Musikbegleitung - eine Musik, die (zum Glück) weiß, wie man allein existiert.“

## Musik des Albums

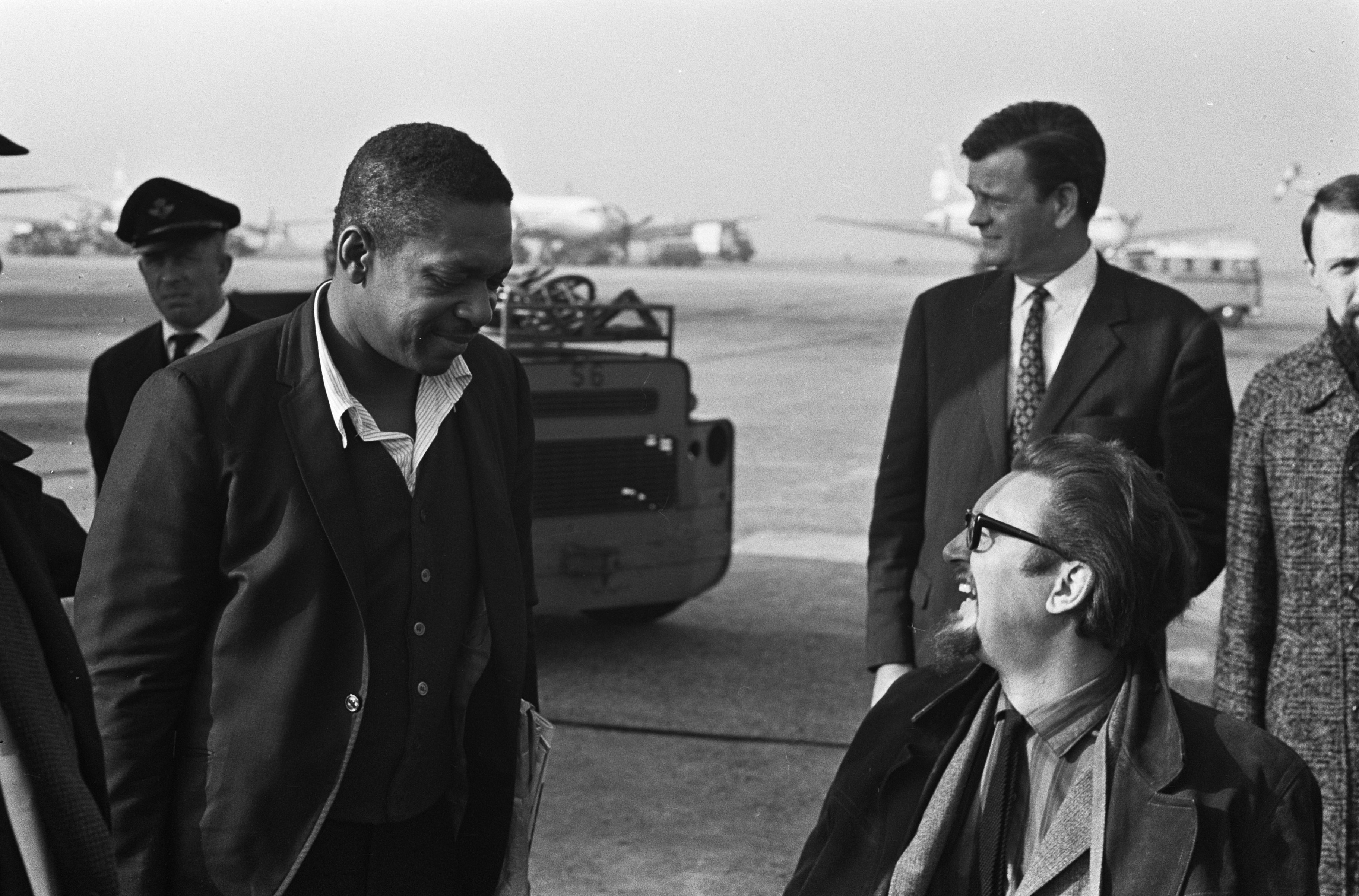
John Coltrane 1963 bei seiner Ankunft auf dem Flughafen Schiphol. Rechts Michiel de Ruyter

Für Coltrane, so Chinen, könnte dieser Subtext von Unabhängigkeit und Freiheit In Groulx’ Film besonders ansprechend gewesen sein. Doch Coltrane hatte vor seinen Aufnahmen für den Soundtrack keinen Filmausschnitt gesehen, der – wahrscheinlich zu gleichen Teilen nach Groulx’ Geschmack und der Lizenzpflicht – aus neuen Versionen des Materials für das zuvor entstandene Album Crescent besteht. Blue World enthält (neben dem Titelstück) drei Versionen von „Village Blues“, zwei Versionen von „Naima“ und eine Fassung von „Like Sonny“ und „Traneing In“. „Village Blues“ und „Like Sonny“ hatte Coltrane für das Atlantic-Album Coltrane Jazz (1961) eingespielt; die Erstfassung von „Traneing In“ erschien 1958 auf dem Prestige-Album John Coltrane with the Red Garland Trio.
Innerhalb der ersten zwei Minuten der Leinwandzeit – während der Einführung von Barbara und Claude, den jungen Idealisten, deren Entzweiung den Film mit narrativer Spannung versorgt – beginnt Coltranes Quartett mit seiner Ballade „Naima“. Coltrane hatte seine Komposition bereits fünf Jahre zuvor für das Atlantic-Album Giant Steps eingespielt. In der folgenden Szene, die die Liebenden in einer sinnlichen Idylle zeigt, spielt im Hintergrund das Coltrane-Quartett ein bislang unbekanntes Stück, „Village Blues“. Der Titelsong „Blue World“, basierend auf Harold Arlens „Out of This World“ erfuhr geringfügige Anpassungen. Giovanni Russonello schrieb: „Musikalisch waren die Änderungen, die Coltrane an dem Stück vorgenommen hatte, minimal: Er verlangsamte es nur um eine Stufe gegenüber der Version, die er 1962 für das Album „Coltrane“ aufgenommen hatte, und entfernte eine kurze Passage, in der die Band in Arlens Originalakkord eintaucht.“

## Titelliste
- John Coltrane: Blue World (Impulse!)

1. Naima (Take 1)
2. Village Blues (Take 2)
3. Blue World
4. Village Blues (Take 1)
5. Village Blues (Take 3)
6. Like Sonny
7. Traneing In
8. Naima (Take 2)

## Rezension

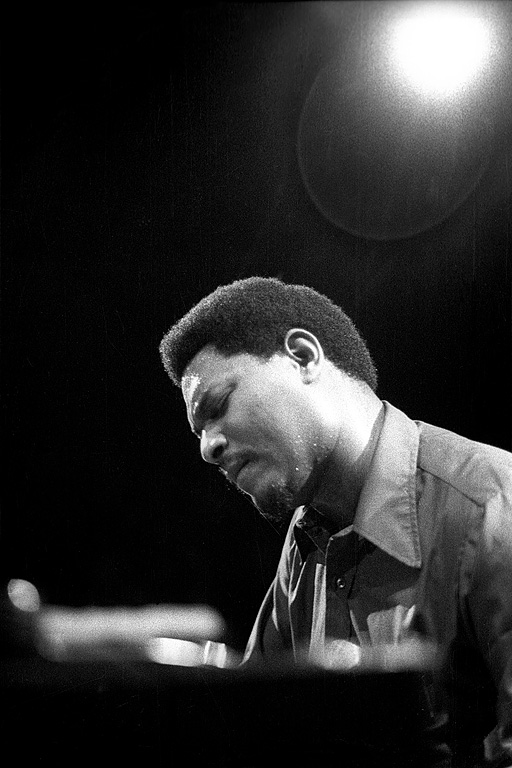
McCoy Tyner (1973)

Nach Ansicht von Nate Chinen (National Public Radio) bietet Blue World – wie schon Both Directions at Once: The Lost Album – „einen unerwarteten Blick auf eine entscheidende Phase in der Entwicklung der Band.“
Ein typisches Beispiel sei der Titelsong von Blue World; „diese kraftvolle Darbietung, deren Ausschnitte im letzten Abschnitt von Le Chat zu sehen sind, entfaltet sich in einem unregelmäßigen Walzerrhythmus, in der Tyner dunkel gefärbte Blockakkorde gegen Jones’ polyrhythmisches Summen von Becken und Toms schlägt. Garrison ist der Dreh- und Angelpunkt, der das Zentrum des Stücks festhält, ohne einen Exkurs zu verhindern.“
Coltranes Tenor sei eine offenbarende Stimme in diesen Stück; er komponierte ‚Blue World‘ unter Verwendung eines bestehenden harmonischen Rahmens nach dem Standard ‚Out of This World‘ von Harold Arlen und Johnny Mercer. Tatsächlich hatte er dieses Lied 1962 für das Album mit dem Titel Coltrane in derselben Tonart und mit einer ähnlichen rhythmischen Anordnung in einem helleren Tempo aufgenommen. „Die harmonische Sprache, die Coltrane in seiner Improvisation einsetzt, und das solide Gewicht seiner Phrasen unterscheiden sich deutlich von der früheren Version des Songs. Es gibt Momente in seinem Tenorsolo auf Blue World, die eindeutig in die Richtung von A Love Supreme weisen, die das Quartett Monate später im Dezember 1964 aufnehmen würde. Coltranes methodischer, aber nicht skriptierter Drang in verschiedene Klangzentren, ausgedrückt als eine Form von beschwörender Inbrunst, dürfte jedem vertraut sein, der jemals von ‚Acknowledgement‘, dem ersten Satz in der Suite ‚A Love Supreme‘, verzaubert wurde.“
Giovanni Russonello (The New York Times) schrieb zum vorab veröffentlichten Titelsong und den Veränderungen Coltranes an dem Arlen-Standard: „Das verschafft uns einen cool schwingenden, mittelschnellen Groove im Coltrane-ähnlichen 6/4-Takt. Der Bass von Jimmy Garrison spielt eine große Rolle, als wollte er die Erde und das Salz der Welt betonen - genauso wie den flüssigen Blues.“
Ashley Kahn notierte in den Liner Notes des Albums, Blue World böte die besondere Gelegenheit, die einzelnen Versionen der Stück mit den vorangegangenen Fassungen zu vergleichen, „und dabei sowohl Coltranes persönliche Weiterentwicklung als auch die interaktive Konsistenz und die klanglichen Details zu enthüllen, die das klassische Quartett fest etabliert hatte und sie bis 1964 zu ihrem kollektiven Erkennungsmerkmal gemacht hatte.“
Für Hank Shteamer (Rolling Stone) sticht diese Session unter vielen anderen Coltranes für Impulse! heraus. Normalerweise nutzte der Saxophonist seine Studiotermine, um neue Stücke aufzunehmen, aber Blue World besteht aus Neuaufnahmen von Stücken, die er zuvor eingespielt hatte, darunter die klassische Ballade „Naima“. Besonders hebt der Autor das sechsminütige Titelstück hervor, auf dem der Saxophonist im mittleren Tempo mit langsamer Intensität über einem hypnotischen Walzer-Vamp spielt.
Marc Myers (Jazzwax) erwähnt, dass einige Kritiker dem Label Verve vorgeworfen hätten, dass es die Musik als „verlorenes Album“ positioniert habe. Sie argumentierten, dass diese Sammlung von kurzen Sequenzen nicht als Gesamtpaket konzipiert oder ausgeführt wurde, auch dass Coltrane und sein Quartett nicht daran mitgewirkt hätten. Andere hätten festgestellt, dass die Titel Remakes von bereits vorhandenem Studiomaterial waren. Myers hingegen ist der Meinung, dass diese Kritik ein bisschen unfair sei. Blue World sei ebenso ein Soundtrack-Album wie Sonny Rollins’ impressionistische Kompositionen für Alfie (1966) oder Charles Mingus’ drei Stunden Musik, die 1958 für John Cassavetes’ Originalversion von Shadows (1959) aufgenommen wurden. Wenn man den Film sehe und die Musik mit den Bildern höre, sei Coltranes Musik absolut sinnvoll. „Man muss sich fragen, warum in den Filmen die Jazz-Partituren nicht stärker genutzt wurden. Album oder kein Album, Blue World ist eine schöne, stimmungsvolle Arbeit.“
Beim Down Beat Critics Poll 2020 wurde Blue World zum Historischen Album des Jahres gekürt.